# Primera División de Costa Rica 1952
Die Saison 1952 war die 32. Spielzeit der Primera División de Costa Rica, der höchsten costa-ricanischen Fußballliga. Es nahmen zehn Mannschaften teil. Saprissa gewann zum 1. Mal in der Vereinsgeschichte die Meisterschaft.

## Austragungsmodus
- Die zehn teilnehmenden Mannschaften spielten in einer Einfachrunde (nur Hinspiel) im Modus Jeder gegen Jeden den Meister aus.
- Der Letztplatzierte bestritt ein Playdownspiel gegen den Zweitletzten, der Verlierer ein Relegationsspiel gegen den Meister der 2. Liga.

## Endstand

### Hauptrunde
| Pl.             | Verein                       | Sp. | S | U | N | Tore  | Diff. | Punkte |
| --------------- | ---------------------------- | --- | - | - | - | ----- | ----- | ------ |
| 01              | CD Saprissa                  | 9   | 7 | 2 | 0 | 22:5  | 17    | 16     |
| 02              | LD Alajuelense               | 9   | 6 | 2 | 1 | 18:5  | 13    | 14     |
| 03              | CS Herediano (M)             | 9   | 5 | 3 | 1 | 19:7  | 12    | 13     |
| 04              | CS Cartaginés                | 9   | 5 | 0 | 4 | 19:21 | −2    | 10     |
| 05              | Orión FC                     | 9   | 3 | 3 | 3 | 18:13 | 5     | 9      |
| 06              | CS La Libertad               | 9   | 2 | 4 | 3 | 11:16 | −5    | 8      |
| 07              | SG Española                  | 9   | 3 | 1 | 5 | 9:14  | −5    | 7      |
| 08              | CS Uruguay de Coronado       | 9   | 3 | 1 | 5 | 16:18 | −2    | 7      |
| 09              | UD Moravia                   | 9   | 1 | 1 | 7 | 11:27 | −16   | 3      |
| 10              | CF Universidad de Costa Rica | 9   | 0 | 3 | 6 | 9:26  | −17   | 3      |
| Stand: Endstand |                              |     |   |   |   |       |       |        |

### Playdown
| Letzter                      | Ergebnis | Zweitletzter |
| ---------------------------- | -------- | ------------ |
| CF Universidad de Costa Rica | 3:0      | UD Moravia   |

### Relegation
| Verlierer Playdown | Gesamt | Meister 2da División | Hinspiel | Rückspiel |
| ------------------ | ------ | -------------------- | -------- | --------- |
| UD Moravia         | 3:2    | Nicolás Marín        | 2:1      | 1:1       |